# Ukrainische Botschaft in Ljubljana
Die Ukrainische Botschaft in Ljubljana ist die diplomatische Vertretung der Ukraine in Slowenien. Das Botschaftsgebäude befindet sich in der Mivka 27 in Ljubljana. Ukrainischer Botschafter in Slowenien ist seit 2015 Mychajlo Brodowytsch.

## Geschichte

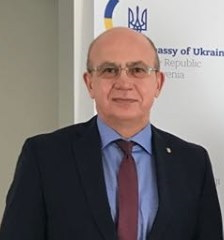
Mychajlo Brodowytsch, Botschafter seit 2015

Nach dem Zerfall der Sowjetunion erklärte sich die Ukraine im August 1991 für unabhängig. Slowenien erkannte diese am 11. Dezember 1991 als unabhängigen Staat an. Die Aufnahme diplomatischer Beziehungen zu Slowenien wurde am 10. März 1992 vereinbart. Diplomatischer Vertreter war bis 2004 der Botschafter in Budapest. Die Botschaft in Ljubljana wurde 2004 eröffnet. Als erster residierender Botschafter war Iwan Hnatyschyn akkreditiert.
Gegenwärtig leben etwa 2000 Ukrainer in Slowenien – Wissenschaftler, Ärzte und Sportler.

## Konsulareinrichtungen der Ukraine in Slowenien
- Konsularabteilung der Botschaft der Ukraine in Ljubljana

## Botschaftsgebäude in Slowenien
Sitz der Botschaft ist in der Mivka 27 im Süden der slowenischen Hauptstadt.

## Botschafter und Gesandte der Ukraine in Slowenien
- Iwan Hnatyschyn (2004–2006)
- Stanislaw Jeschow (2006–2007)
- Wadym Prymatschenko (2007–2011)
- Natalja Fialka (2011)
- Mykola Kyrytschenko (2011–2015)
- Mychajlo Brodowytsch (2015–)